# Commander (Kelly Rowland)
Commander è un brano musicale della cantante statunitense Kelly Rowland del 2010 che figura il featuring del deejay francese David Guetta. È stato co-scritta da Rico Love che l'ha descritta come un pezzo dance «divertente e aggressivo», con tematiche marcatamente femministe e un testo ricco di volontari errori di grammatica. Guetta ha prodotto il brano con ritmi di musica dance sintetizzata che condiscono R&B con musica elettronica e house.

## Il brano
Commander anticipa l'uscita di Here I Am, terzo lavoro della cantante e primo ad essere pubblicato dalla Universal Motown. Kelly Rowland ha affermato che è stata proprio l'incisione di questo singolo ad aver attirato le attenzioni di Sylvia Rhone, direttrice della Universal Motown, che quindi le ha permesso di ottenere un nuovo contratto con l'etichetta discografica. Il brano è stato scritto dal compositore statunitense Rico Love ed è stata descritta come una canzone da discoteca divertente ed aggressiva, che fa volontariamente uso di errori linguistici.
Il produttore discografico e deejay David Guetta ha invece prodotto ed arrangiato il brano. David Guetta e Kelly Rowland avevano precedentemente collaborato in When Love Takes Over che aveva ottenuto un notevole successo internazionale nel 2009. Commander ha debuttato durante la Winter Music Conference 2010 ed ha ricevuto generalmente critiche positive.
Dopo appena un mese dalla sua pubblicazione, Commander ha raggiunto la vetta della classifica statunitense Hot Dance Club Chart, oltre ad entrare nella top ten dei singoli britannica e nella top 20 di molte altre classifiche.

## Pubblicazione
Commander non era in realtà l'unico brano proposto per essere lanciato come singolo apripista. Kelly Rowland ha confessato che in un primo momento i brani in competizione per il lancio sul mercato erano due, ma «senza difficoltà siamo finiti con lo scegliere questo ['Commander'], di cui mi ero appena innamorata... È certamente un brano riempipista. E, pensa un po', la prima volta che l'ho ascoltato, sono letteralmente impazzita.» Al Pat Field's Disco Party di New York, si è rivolta ai produttori della Universal Music Group e ha proposto loro il pezzo, dichiarando, come poi ammesso in una successiva intervista: «So dentro di me che il pezzo è perfetto, e nessuno sarà in grado di farmi credere il contrario. Non ho bisogno di nessun'altra persona che la pensi come me». Il singolo è stato lanciato dapprima su iTunes il 17 maggio 2010 per la Francia e il 18 maggio 2010 per gli Stati Uniti.

## Il video
Il video musicale prodotto per Commander è stato filmato il 5 maggio 2010 e diretto dal regista e produttore giapponese Masashi Muto, e mostra la Rowland confrontarsi con cloni di sé stessa in varie competizioni di danza. Nel video compaiono anche il produttore David Guetta ed il compositore Rico Love, mentre le coreografie del video sono state curate da Fatima Robinson.
Postato su Internet il 6 luglio 2010 dalla Universal Motown, il video ha riscosso immediatamente una grande fortuna critica, grazie alle oltre 2 milioni di visualizzazioni sul canale VEVO.

## Tracce
- Digital Download Main Version[9]

1. Commander featuring David Guetta - 3:39

- Digital Download Extended Dance Mix[10]

1. Commander featuring David Guetta (Extended Dance Mix) - 5:55

- U.S. Digital Mix - Universal Motown Store[11]

1. Commander featuring David Guetta - 3:39
2. Commander featuring David Guetta (Extended Dance Mix) - 5:55

- Australian[12] / European Digital EP[13][14][15][16][17][18][19]

1. Commander featuring David Guetta - 3:38
2. Commander (David Guetta Remix) - 5:47
3. Commander (Extended Dance Mix) - 5:55
4. Commander (Extended Instrumental) - 5:54

- U.S. Commander - The Remixes
(Masterbeat.com only)[20]

1. Commander (David Guetta Extended Remix) - 5:55
2. Commander (David Guetta Instrumental) - 5:54
3. Commander (Radio Edit) - 3:38
4. Commander (Ralphi Rosario Bass & Treble Remix) - 8:07
5. Commander (Ralphi Rosario Club Remix) - 8:09
6. Commander (Ralphi Rosario Radio Edit) - 4:02

- UK Commander - The Remixes
(iTunes Store only)[21]

1. Commander (Rico Love Urban Remix) feat. Nelly - 4:09
2. Commander (Pitron & Sanna Remix) - 8:20
3. Commander (Redlight Remix) - 3:51

## Classifiche
| Classifica (2010)   | Posizione massima |
| ------------------- | ----------------- |
| Australia           | 61                |
| Austria             | 23                |
| Belgio (Fiandre)    | 52                |
| Belgio (Vallonia)   | 42                |
| Canada              | 55                |
| Danimarca           | 23                |
| Europa              | 25                |
| Finlandia           | 20                |
| Germania            | 16                |
| Irlanda             | 13                |
| Norvegia            | 19                |
| Nuova Zelanda       | 16                |
| Paesi Bassi         | 66                |
| Repubblica Ceca     | 16                |
| Slovacchia          | 2                 |
| Stati Uniti (Dance) | 1                 |
| Svezia              | 26                |
| Svizzera            | 46                |
| Regno Unito         | 9                 |
| Ungheria            | 33                |